# Дама (игра)
Вижте пояснителната страница за други значения на Дама.
Дама е игра, която се играе от двама играчи с пулове, като всеки от тях избира в началото свой цвят (единият играе с пулове в светъл цвят, а другият – в тъмен). Играчите разполагат с по девет пула, които последователно поставят на дъската на определените места.

## Названия
Играта има доста названия на различни езици: Nine Men's Morris, Nine Man Morris, Mill, Mills, Merels, Merelles, Merrills и др.

## Правила
Играта „Дама“, позната още като „Коран“, се играе от двама играчи на дъска с три квадрата един в друг със свързани среди на страните, като пресечните точки на линиите образуват 24 позиции за поставяне на пуловете. Всеки играч в началото има девет пула.

### Поставяне на пуловете
Играта започва върху празна дъска, на която играчите поставят пуловете си на свободни позиции, като се редуват.
Ако играч успее да подреди три свои пула по една от правите линии на дъската, той има „дама“ и премахва един от пуловете на противника. Премахнат пул не се поставя обратно на дъската. От направена „дама“ не може да се премахва пул, освен в случай, че няма други свободни пулове.

### Местене на пуловете
След като играчите поставят всички свои пулове на дъската, започват да ги местят. Пул може да бъде преместен по линия на дъската до съседна свободна позиция. Ако играч не може да премести нито един свой пул, той губи играта.
Както при поставянето, ако играч подреди „дама“, той премахва един от пуловете на противника, като по възможност не разваля направена противникова „дама“. Ако играч остане само с два пула, той вече не може да прави „дама“ и да взема пулове на противника, при което губи играта.

### Летене
При някои варианти на правилата на играта, ако играч остане само с три пула, той може да ги мести на всяка свободна позиция, не само на съседните. Това се нарича „летене“ или „скачане“.

### Общи
Целта на играта е да се прави „дама“, при което се взема по един пул на противника, докато той остане само с два пула, или да се затворят пуловете на противника, така че той да не може да мести.
Добра стратегия е правенето на съседни „дами“, при което с всяко местене на единия пул се затваря една от тях и се взема по един противников пул (както на картинката – с белите пулове). Но при някои варианти на играта не може да се използва една и съща „дама“.
Характерно за играта „Дама“ е простотата и бързината на подготовката. Дъската се прави лесно с картон, молив и линийка – чертаят се три квадрата един в друг, с разстояние 5 – 6 сантиметра и отсечки, свързващи средите на страните на квадратите. Може да се начертае и в пясъка на плажа. За пулове може да се ползват всякакви подръчни средства – пионки, копчета, камъчета, мидички – девет бели, плюс девет с друг цвят.

## Варианти
Има варианти на играта, които се играят на различни игрални дъски и с различен брой фигури (пулове) – три, шест, дванадесет и др.